# General Conesa (Buenos Aires)
General Conesa es una localidad argentina ubicada en cercanías de la bahía de Samborombón, costa atlántica de la provincia de Buenos Aires. Es cabecera del partido de Tordillo.
Está a 230 km de la ciudad autónoma de Buenos Aires y a 65 km de San Clemente del Tuyú, desde las que se accede a través de la ruta provincial 11. Está a 64 km de la ciudad de General Juan Madariaga, a la que se accede por la ruta provincial 56.
Cuenta con la fiesta de su fundación, en la cual se llevan dos días de fiesta y recitales con artistas invitados de talla nacional.

## Toponimia
El pueblo lleva el nombre del general Emilio Conesa, destacado participante en las guerras civiles argentinas y en la lucha contra los indígenas.

## Población
Cuenta con 1302 habitantes (Indec, 2010), lo que representa un incremento del 7,7% frente a los 1209 habitantes (Indec, 2001) del censo anterior.
| Gráfica de evolución demográfica de General Conesa entre 1991 y 2010 |
|                                                                      |
| Fuente: Censos nacionales del INDEC                                  |

## Fiesta Provincial del Alumno Rural
El municipio cuenta con la Fiesta Provincial del Alumno Rural que se celebra en Las Víboras, a beneficio de la Cooperadora de la Escuela N.º 7 Pedro Bonifacio Palacios, muestra del esfuerzo y las capacidades del hombre de campo, responsable de transmitir la cultura y la tradición del lugar.

## Parroquias de la Iglesia católica en General Conesa
| Diócesis  | Chascomús               |
| --------- | ----------------------- |
| Parroquia | Nuestra Señora de Luján |